# Wissous
Wissous är en kommun i departementet Essonne i regionen Île-de-France i norra Frankrike. Kommunen ligger i kantonen Chilly-Mazarin som tillhör arrondissementet Palaiseau. År 2022 hade Wissous 6 924 invånare.

## Befolkningsutveckling
Antalet invånare i kommunen Wissous
| Referens: INSEE |